# 植村季野
植村 季野（うえむら すえの、1858年9月11日（安政5年8月5日） - 1930年（昭和5年）6月7日）は、ルーテル教会の牧師山内量平の妹で、日本基督教会の重鎮植村正久の妻、植村環の母である。旧姓は山内で、秋華と号した。

## 来歴
紀伊国日高郡南部町（現・和歌山県日高郡みなべ町）に山内繁憲と三千代の次女として生まれる。家は代々酒造業を営む庄屋で、神官でもあった。和歌山の漢学塾で学び、フェリス女学校（現・フェリス女学院）で漢学を教えながら英語を学んだ。
1877年（明治10年）5月27日横浜海岸教会でE・R・ミラーより洗礼を受ける。
この頃、奥野昌綱牧師を介して、植村正久より結婚の申し込みを受け、1892年（明治25年）に結婚する。夫の外遊中は明治女学校で教えたこともあった。